# دختر پادشاه (فیلم ۲۰۲۲)
دختر پادشاه (به انگلیسی: The King's Daughter) فیلمی آمریکایی در ژانر اکشن، ماجراجویی و فانتزی محصول سال ۲۰۲۲ به کارگردانی شان مک‌نامارا است. فیلم‌نامه این فیلم توسط بری برمن و جیمز شیمس بر اساس رمان خورشید و ماه (۱۹۹۷) به قلم واندا ان. مک‌اینتایر به رشته تحریر درآمده است. پیرس برازنان در نقش لوئی چهاردهم، کایا اسکودلاریو در نقش ماری-جوزف دالامبر، بنجامین واکر، ریچل گریفیتس، فن بینگ‌بینگ و ویلیام هرت بازیگران فیلم هستند. داستان فیلم دربارهٔ تلاش پادشاه لوئی چهاردهم برای جاودانگی به‌واسطهٔ نیروی زندگی یک پری دریایی است.

## داستان
تلاش پادشاه لوئی چهاردهم برای جاودانگی او را به دستگیری و سرقت نیروی زندگی یک پری دریایی سوق می‌دهد، حرکتی که با کشف این موجود توسط دختر نامشروعش پیچیده‌تر می‌شود.

## بازیگران
- پیرس برازنان در نقش پادشاه لوئی چهاردهم
- کایا اسکودلاریو در نقش ماری-جوزف دالامبر
- بنجامین واکر در نقش کاپیتان ایو د لا کوا
- ویلیام هرت در نقش پدر روحانی فرانسوا د لا چیز
- ریچل گریفیتس در نقش سرپرست صومعه
- فن بینگ‌بینگ در نقش پری دریایی
- بن لوید-هیوز در نقش ژان میشل
- پال ایرلند در نقش بنوآ
- پابلو شرایبر در نقش دکتر لابارته
- کریستال کلارک در نقش مگلی
- جولی اندروز در نقش راوی داستان

## تولید
تصویربرداری اصلی فیلم در اوایل آوریل ۲۰۱۴ در ورسای، فرانسه آغاز شد. پس از دو هفته فیلمبرداری در فرانسه، کار تولید در ۲۳ آوریل در ملبورن، استرالیا ادامه یافت. تصویربرداری در اواخر ماه مه ۲۰۱۴، به اتمام رسید. دختر پادشاه ابتدا قرار بود در آوریل ۲۰۱۵ به نمایش درآید، اما برای تکمیل جلوه‌های پس‌تولید، انتشار آن سه هفته به تعویق افتاد. این فیلم برای بیش از پنج سال در هاله‌ای از ابهام بود، تا اینکه در نهایت اجازهٔ حقوقی توزیع آن توسط گرویتاس ونچرز دریافت شد و در ۲۱ ژانویه ۲۰۲۲ اکران شد. فیلم با واکنش‌های منفی از سوی منتقدان همراه بود.

## انتشار فیلم
اولین بار در ۱۵ اوت ۲۰۱۴، کمپانی پارامونت پیکچرز تاریخ اکران فیلم را ۱۰ آوریل ۲۰۱۵ اعلام کرد، در حالی که فروش بین‌المللی توسط گود یونیورسال انجام خواهد شد. فقط سه هفته قبل از اینکه فیلم برای اکران گسترده باشد، کمپانی پارامونت بدون مشخص کردن تاریخ اکران آینده آن را لغو کرد. یک منبع نزدیک به فیلم ادعا کرد که زمان بیشتری برای تکمیل کار جلوه‌های ویژه مورد نیاز است. این فیلم بعداً به نام دختر پادشاه نامگذاری شد و در ۱ ژوئن ۲۰۲۰، توسط آرک لایت فیلم در طول رویداد مجازی کن ۲۰۲۰ توزیع شد. در اکتبر ۲۰۲۱، اعلام شد که کمپانی گراویتاس ونچرز حقوق پخش فیلم را به دست آورده و آن را برای اکران در ۲۱ ژانویه ۲۰۲۲ تعیین کرده است.